# دارکوب‌های دم‌کوتاه
دارکوب‌های دم‌کوتاه (نام علمی: Hemicircus) یک سرده از پرندگان خانوادهٔ دارکوبان است که اعضای این سرده در هند و جنوب شرق آسیا یافت می‌شوند.
این‌ها دارکوب‌های کوچک با دم‌کوتاه هستند. پرها عمدتاً سیاه و سفید است.
این سرده در سال ۱۸۳۷ توسط طبیعت‌شناس انگلیسی ویلیام جان سواینسون با دارکوب خاکستری‌ونخودی (Hemicircus concretus) به عنوان گونه نماد معرفی شد. نام این سرده، ترکیبی از واژهٔ یونان باستان ' hēmi به معنای «نیمه» یا «کوچک» و kerkos به معنای «دم» است.
این سرده دو گونه دارد.
| نگاره | نام رایج             | نام علمی            | پراکندگی                             |
| ----- | -------------------- | ------------------- | ------------------------------------ |
|       | دارکوب خاکستری‌ونخودی | Hemicircus sordidus | شبه‌جیزه مالزی، سوماترا، برنئو و جاوه |
|       | دارکوب خال‌قلبی       | Hemicircus canente  | جنگل‌های گهات غربی، مرکز هند          |